# Arkoudi
Die unbewohnte Insel Arkoudi (griechisch Αρκούδι [arˈkuði] (n. sg.) zu αρκούδα ‚Bär‘) liegt im Ionischen Meer zwischen den Inseln Lefkada und Ithaka, von beiden je rund fünf Kilometer entfernt. Seit 1864 zur Präfektur Lefkada gehörig, wurde die Insel am Ende des 20. Jahrhunderts der Gemeinde Ithaka zugegliedert.

## Geschichte
Wilhelm Dörpfeld, der Lefkada für die Heimat Odysseus’ hielt, identifizierte die Insel Arkoudi mit dem in Homers Odyssee erwähnten Asteris, auf dem Penelopes Freier Telemach vergeblich in einen Hinterhalt zu locken versuchten.
Die Insel, die über eine eigene Süßwasserquelle verfügt, war während des 1. Jahrtausends v. Chr. besiedelt.